# Sraka (Monet)
Sraka (francosko La Pie) je slika krajine, olje na platnu, ki jo je ustvaril francoski impresionist Claude Monet in je nastala pozimi 1868–1869 v bližini kraja Étretat v Normandiji. Monetov podpornik, Louis Joachim Gaudibert, je pomagal urediti hišo v Étretatu za Monetovo zaročenko Camille Doncieux in njunega novorojenega sina, kar je Monetu omogočilo, da je bil v relativnem udobju obkrožen s svojo družino.
Med letoma 1867 in 1893 so Monet in kolega impresionista Alfred Sisley in Camille Pissarro naslikali na stotine krajin, ki ponazarjajo naravni učinek snega (effet de neige). Podobne zimske slike so ustvarili Pierre-Auguste Renoir, Gustave Caillebotte in Paul Gauguin. Umetnostni zgodovinarji verjamejo, da je vrsta hudih zim v Franciji prispevala k povečanju števila zimskih krajin, ki so jih ustvarili impresionisti. 
Sraka je ena od približno 140 snežnih krajin, ki jih je naslikal Monet. Njegovo prvo tako delo, Kočija na snežni cesti v Honfleurju, je bila naslikana nekje med letoma 1865 ali 1867, sledilo pa je več serij snežnih del v istem letu, začenši s Cesta pri kmetiji v Saint-Simeon pozimi. Sraka je bila dokončana leta 1869 in je Monetova največja zimska slika. Sledila je Rdeči rt (1869–1871), edina znana zimska slika s Camille Doncieux.
Na platnu Sraka je upodobljena samotna črna sraka, ki je bila postavljena na vrata oblikovana v ograji, ko je svetloba sonca zasijala na sveže padlem snegu in ustvarjala modre sence. Na sliki je eden prvih primerov uporabe Monetovih barvnih senc, ki bodo kasneje povezane z impresionističnim gibanjem. Monet in impresionisti so uporabljali barvne sence, da bi predstavljali dejanske, spreminjajoče se razmere svetlobe in sence, kot so jih opazili v naravi in izpodbijali akademsko konvencijo slikanja črnih senc. Ta subjektivna teorija barvnega zaznavanja je bila v umetnostni svet vpeljana skozi dela Johanna Wolfganga von Goetheja in Michel-Eugèna Chevreula, ki so se zgodila že v prejšnjem stoletju.
Takrat je Monetova inovativna uporaba svetlobe in barve povzročila zavrnitev Pariškega salona leta 1869. Danes umetnostni zgodovinarji razvrščajo Srako med najboljše Monetove slike v snegu. Slika je bila v zasebni lasti, dokler je Musée d'Orsay leta 1984 ni pridobil; velja za eno izmed najbolj priljubljenih slik v njihovi stalni zbirki.

## Zavrnitev Salona
Monet je v Salon leta 1869 predložil sliki Sraka in Ribiški čolni na morju (W 126) . Obe sliki sta bili aprila zavrnjeni. Kritik Paul Richard je dejal, da so porotniki sliko zavrnili kot »preveč običajno in preveč grobo«.  Monetova eksperimentalna uporaba barve in radikalni odmik od predpisanega akademskega sloga je presenetila javnost in verjetno prispevala k njeni zavrnitvi s strani žirije. [26] Monet je francoskemu romanopiscu Arsène Houssaye (1815–1896) povedal: »Ta zavrnitev je vzela kruh iz mojih ust in kljub mojim nizkim cenam mi zbiralci in trgovci obračajo hrbet«. 

## Analiza
Na sliki je črna sraka na vratih v ograji, ko sonce pada na svež beli sneg in ustvarja sence. Ker ni prisotnih nobenih človeških figur, je ptica na vratih središče. Michael Howard z univerze Manchester Metropolitan je sliko označil za »izjemno evokacijo zasneženega hlada poznega zimskega popoldneva. Modrina dolgih senc ustvarja občutek kontrasta s kremastim belim nebom in pokrajino«. 
Sraka je zgodnji primer Monetovega raziskovanja barvnih senc. V tem delu uporablja dopolnilne  modre in rumene barve. Senca, ki jo proizvaja rumena sončna svetloba, ki sije na snegu, daje vtis modro-vijolične barve , učinek hkratnega kontrasta. Francoski impresionisti so popularizirali uporabo barvnih senc, ki so bile v nasprotju z umetniškim dogovorom o prikazovanju senc z zatemnitvijo in desaturacijo barve. Barvne sence se lahko neposredno opazujejo v naravi, zlasti v sneženem okolju, ki jo je predstavil Monet.
Monetova uporaba barvnih senc je nastala zaradi barvnih teorij, ki so bile priljubljene v 19. stoletju. Nemški znanstvenik Johann Wolfgang von Goethe (1749–1832) je v svoji Teoriji barv (1810) objavil enega prvih sodobnih opisov barvnih senc. Goethe je poskušal izpodbijati teorijo o barvi, ki jo je izrekel Isaac Newton (1643–1727) v svoji razpravi o Optiki (1704). Goethe je postavljal vprašanja o subjektivni in objektivni barvni teoriji in zaznavanju, vendar je bil njegov intuitivni, ne-matematični pristop kritiziran kot neznanstven in njegov napad na Newtona je bil zavrnjen kot polemika. Vprašanja, ki jih je postavil Goethe o barvi, so vztrajala. Trideset let pozneje je francoski kemik Michel Eugène Chevreul (1786–1889) razširil Goethejevo teorijo z načeli harmonije in kontrasta barv (1839). Goethejeva in Chevreulova barvna teorija sta močno vplivali na svet umetnosti. Na splošno velja, da so Vincent van Gogh, Camille Pissarro in Monet v svoje delo vključili elemente teh teorij . Georges Seurat (1859–1891) se je uveljavil leta 1886 s svojo tehniko kromatične delitve, na katero so vplivale teorije o barvni shemi Chevreula in ameriškega fizika Ogdena Rooda (1831–1902).

## Povezana dela
Monetova serija 11 slik, ki prikazujejo Most na Argenteuilu (1874), je prav tako preučevala uporabo barvnih senc v prikazu modre in vijolične sence na zgornjem delu mostu. Monet je z leti postajal vse bolj obseden z barvo in svetlobo. Ko je njegova žena septembra 1879 umrla, jo je Monet naslikal kot Camille Monet na smrtni postelji (1879), pri čemer je opozoril na »modre, rumene, sive tone«. Monet je svojemu prijatelju, francoskemu državniku Georgesu Clemenceauju (1841–1929) povedal, da se je »osredotočil na njene sence in samodejno analiziral zaporedje ustrezno razvrščenih barv, ki jih je smrt postavljala na njen nepokreten obraz«. Po njeni smrti je Monet večinoma prenehal s slikanjem ljudi in se je osredotočil na krajino. Kasneje se je vrnil v slikanje snega in barvnih senc s sliko Kopice v snegu (1891).

## Izvedena dela
V čast 150. obletnice rojstva Moneta je Kneževina Monako leta 1990 izdala žig Sraka, ki ga je zasnoval francoski graver Pierre Albuisson. 
Francoski oblikovalski studio Les 84 je ustvaril 3D-verzijo Srake za razstavo Monet 2010–2011 v Galeries nationales du Grand Palais. 